# Madagaszkári gyöngyfürj
A madagaszkári gyöngyfürj (Margaroperdix madagarensis vagy Margaroperdix madagascariensis) a madarak osztályának tyúkalakúak (Galliformes) rendjébe és a fácánfélék (Phasianidae) családjába tartozó Margaroperdix nem egyetlen faja.
A magyar név forrással nincs megerősítve.

## Előfordulása
Madagaszkár és Réunion területén honos. Betelepítették Mauritius szigetére is. A természetes élőhelye szubtrópusi vagy trópusi nedves síkvidéki erdők és szubtrópusi vagy trópusi nedves hegyvikékek.

## Megjelenése
Testhossza 25 centiméter.